# IFK Öxnehaga
IFK Öxnehaga är en idrottsförening från Öxnehaga i Huskvarna i Sverige, som bildades den 10 april 1955 under namnet IFK Huskvarna.
Klubbens damfotbollslag spelade under slutet av 1990-talet samt början av 2000-talets första decennium i Sveriges näst högsta division.
När IFK Jönköping inför 1998 års säsong upplöstes flyttades verksamheten över till IFK Öxnehaga.
Klubben blev 1999 såväl småländska dam- som flickmästare (F16).

### Fotnoter
1. ↑  ”Om IFK öxnehaga”. IFK öxnehaga. Arkiverad från originalet den 10 februari 2015. https://web.archive.org/web/20150210160154/http://www.laget.se/ifkoxnehaga/About. Läst 13 oktober 2013.
2. ↑  Ingemar Berg. ”Fotbollsklubbar Småland”. Klubbmärken. http://klubbmarken.com/smaland_1.htm. Läst 12 juni 2021.
3. ↑  Jimmy Lindahl (25 februari 2004). ”Maratontabell för damernas division I 1988-2003”. Bolletinen. http://www.bolletinen.se/sfs/pdf/stat_d_maraton_1988_2003_maratontab_f_damernas_div1.pdf. Läst 13 oktober 2013.
4. ↑  ”Ny tränare klar!”. Ormaryds IF. 25 februari 2013. Arkiverad från originalet den 22 oktober 2013. https://web.archive.org/web/20131022012355/http://www.proteamonline.se/customers/news_show.asp?Id=628&NewsId=294008. Läst 13 oktober 2013.
5. ↑  Jimmy Lindahl (25 februari 2004). ”Årsberättelse 2010”. Smålands Fotbollförbund. Arkiverad från originalet den 24 september 2015. https://web.archive.org/web/20150924102746/http://www.smalandsfotbollen.se/ImageVault/Images/id_41397/ImageVaultHandler.aspx. Läst 13 oktober 2013.